# Свети Георги (Баня, Разложко)
Вижте пояснителната страница за други значения на Свети Георги.
„Свети Георги“ е възрожденска църква в разложкото село Баня, България, част от Неврокопската епархия.

## Архитектура
Храмът е построен в центъра на селото. В архитектурно отношение храмът е трикорабна псевдобазилика с по-късна камбанария и по-късен притвор. Построена е благодарение на връзките в Неврокоп на Стойко Бояджиев, родоначалник на рода Венедикови от Баня. Надпис в църквата, че е построена в 1834 година от „чорбаджи Стойко Бояджиев, Иван Асянчин и християните в село Баня“. Обявена е за паметник на културата. В интериора дървените тавани са оцветени и апликирани, колонадите са изписани с декоративна живопис, а рисуваният иконостас е частично резбован. Иконостасът е дело на майстор Димитър Йосифов. Дванадесетте царски икони са дело на добър зограф с опит. Стенописите по южната стена от 1866 година вероятно са дело на Венко Стаматов от Баня.